# Orquestra Maravella
L'Orquestra Maravella és un conjunt musical català creat el 1951 a Caldes de Malavella per Lluís Ferrer i Puigdemont, i que consta d'orquestra de concert, d'orquestra de ball i de cobla. Els primers anys actuaren gairebé sempre a l'estranger, raó per la qual els anomenaven Orquestra Internacional. Han actuat a Espanya, Bèlgica, Alemanya, Itàlia, França, Àustria, Suïssa, Portugal, Països Baixos, Andorra, Dinamarca, i fins i tot a l'antiga URSS. També han actuat a TV3, a la Fira d'abril de Sevilla, a les Falles de València, als Sanfermines de Pamplona, a les Fires del Pilar de Saragossa, a la Festa Major de Barcelona, a les festes de Sant Isidre de Madrid, a carnavals de Galícia, a Casinos d'Espanya, a la Setmana Santa de Bilbao, a les festes de la Virgen Blanca de Vitòria, al Gran Hotel "Bahía del Duque" (Adeje-Tenerife), Lanzarote, i a Festes Majors d'arreu de Catalunya i Espanya. Avui l'orquestra consta amb gairebé una vintena de músics dins dels quals quatre cantants: David Collado, Imma Comadevall, Isabel del Mar i Benjamí Felip.
Actualment, l'Orquestra Maravella té un Club de Joves Fans que va néixer l'any 2009 a partir de 5 joves de diferents comarques de Catalunya. Durant l'any es realitzen diferents trobades de fans joves de l'orquestra.

## Discografia
- Verbena (1992)
- Balls de festa major (1994)
- En forma (1996)
- El Concert (2002)
- 50è Aniversari (2001)
- Estem de festa
- Som i serem (2004)
- Música Internacional (2008)
- Ballem? (2009)
- Per Vosaltres! (2014)
- Visca la Música! (2017)

## Trobades de Fans Joves
- 5 de desembre del 2010 a Artés (1a)
- 26 de febrer del 2011 a Cubelles (2a)
- 26 de maig del 2012 a Montcada i Reixac (3a)

## Premis
- El 1997 va rebre la Creu de Sant Jordi per la popularització de la música de ball i per ser pioners en la potenciació de la figura del cantant a les orquestres.[7]
- Guanyadors premis ARC 2015 a Millor gira per festes majors de grups de ball[8][9]